# Првенство Крима у фудбалу
Првенство Крима (рус. Чемпионат Крыма, укр. Чемпіонат Криму;
Премијер лига Кримског фудбалског савеза (рус. Чемпионат Премьер-лиги Крымского футбольного союза)) је фудбалско првенство које се од сезоне 2015/16. одржава на Кримском полуострву под покровитељством УЕФА-е.

## Историјат

### Анексија Крима
16. марта 2014. године као последица сукоба и промене власти у Украјини, на Криму (Аутономна Република Крим) је одржан референдум о отцепљењу од Украјине и припајању Руској Федерацији. Од 83,1% изашлих грађана, 96,77% становништва Крима и 95,6% становништва Севастопоља гласало за припајање Руској Федерацији. Наредног дана је Кримски парламент донео Декларацију о независности Крима и затражио од Руске Федерације да призна резултате референдума, те је 18. марта 2014. године руско, кримско и севастопољско руководство потписало Споразум о прихваћању Републике Крим у Руску Федерацију.

### Учествовање клубова у првенству Русије
Почетком јуна 2014. године, три клуба са подручја Крима (ФК Таврија Симферопољ, ФК Севастопољ и Жемчужина Јалта) су угашена и пререгистрирана према законима Руске Федерације. У августу 2014. године, нови клубови (ТСК Симферопол, СКЧФ Севастопол и Жемчужина Јалта) су одиграли своје прве утакмице у трећем рангу фудбалског првенства Руске Федерације и Купа Русије. Након жалбе Украјинског фудбалског савеза ФИФА-и и УЕФА-и, УЕФА је 22. августа одлучила да утакмице кримских клубова под окриљем Фудбалског савеза Русије неће признати, те захтева од руског и украјинског савеза да нађу компромисно решење. Почетком децембра, генерални секретар УЕФА-е, Ђани Инфантино, изјавио је да ће УЕФА доделити Криму статус "специјалне зоне за фудбалске сврхе" и забранио наступ кримских клубова у руском првенству, најављујући могућност оснивања посебне фудбалске лиге. Из тих разлога и назнака да би Русија евентуално могла изгубити домаћинство Светског првенства у фудбалу 2018. године, Фудбалски савез Русије је, након пола сезоне, одлучио искључити ова три клуба из даљег такмичења под својим окриљем.

### Оснивање посебне лиге
Као решење сукоба интереса између украјинског и руског фудбалског савеза по питању наступа кримских клубова, УЕФА је најавила посету своје делегације Криму како би проценили стварну ситуацију на терену и утицај који је анексија имала на фудбал на полуострву. Након тога извршни комитет УЕФА-е је у марту 2015. године одобрио оснивање посебне фудбалске лиге на кримском полуострву под окриљем УЕФА-е у циљу развијања фудбала. Крајем маја, представници Кримског фудбалског савеза су изјавили да су преговори са УЕФА-ом били успешни, те су најавили да ће у новооснованом првенству Крима учествовати 5 професионалних и 3 аматерска клуба. Према најавама, првенство би могло почети у августу 2015. године.

### Иницијално такмичење
Иницијални фудбалски турнир, назван Свекримски турнир 2015, као увод за будуће Кримско првенство је одигран у периоду од 18. априла до 28. јуна 2015. године. Учествовало је 20 тимова подељених у две групе. Освајач овог турнира и званични први шампион Кримске лиге је СКЧФ Севастопољ.
| место | клуб            | утак. | поб. | нер. | пор. | гол.  | бод. |
| ----- | --------------- | ----- | ---- | ---- | ---- | ----- | ---- |
| 1     | ФК Севастопољ-1 | 9     | 9    | 0    | 0    | 52-6  | 27   |
| 2     | ФК Океан        | 9     | 6    | 1    | 2    | 23-9  | 19   |
| 3     | Јалта           | 9     | 6    | 1    | 2    | 27-19 | 19   |
| 4     | ФК Голеадор     | 9     | 5    | 0    | 4    | 15-15 | 15   |
| 5     | ЈИС Сервис      | 9     | 4    | 2    | 3    | 21-23 | 14   |
| 6     | Бахчисарај      | 9     | 3    | 5    | 1    | 20-14 | 14   |
| 7     | Динамо          | 9     | 2    | 1    | 6    | 22-36 | 7    |
| 8     | Севастопољ-2    | 9     | 2    | 1    | 6    | 16-30 | 7    |
| 9     | Спартак-КТ      | 9     | 1    | 3    | 5    | 12-21 | 6    |
| 10    | Алушта          | 9     | 0    | 0    | 9    | 5-41  | 0    |

| место | клуб              | утак. | поб. | нер. | пор. | гол.  | бод. |
| ----- | ----------------- | ----- | ---- | ---- | ---- | ----- | ---- |
| 1     | Гвардеец          | 9     | 7    | 1    | 1    | 32-8  | 22   |
| 2     | ФК Тавриа         | 9     | 6    | 2    | 1    | 37-4  | 20   |
| 3     | ФК Скиф           | 9     | 6    | 2    | 1    | 28-7  | 20   |
| 4     | СК Рубин          | 9     | 5    | 3    | 1    | 16-5  | 18   |
| 5     | Беркут            | 9     | 5    | 2    | 2    | 27-27 | 17   |
| 6     | Источное          | 9     | 3    | 2    | 4    | 26-19 | 11   |
| 7     | КВОУР             | 9     | 3    | 1    | 5    | 11-25 | 10   |
| 8     | Академијим Зајева | 9     | 2    | 1    | 6    | 10-24 | 7    |
| 9     | Детонатор         | 9     | 1    | 0    | 8    | 9-42  | 3    |
| 10    | Евпаторија        | 9     | 0    | 0    | 9    | 8-44  | 0    |

У финалу турнира 28. јуна су играли победници група ФК Севастопољ-1 и Гвардеец, где је резултатом 6-2 турнир освојио ФК Севастопољ.

### Оснивање савеза
16. јула 2015. године у Симферопољу, под покровитељством УЕФА-е, основан је Кримски фудбалски савез (рус. Крымский Футбольный Союз). Оснивачи савеза су регионалне јавне организације Републичка фудбалска федерација Крима (рус. Республиканская Федерация футбола Крыма) и Фудбалска федерација Севастопоља (рус. Федерация футбола Севастополя). Његова основна сврха је промовисање развоја и популаризација професионалног фудбала на овом црноморском полуострву. Почетак првентсва је најављен за 22. односно 23. август 2015. године, када се играју утакмице првог кола овог такмичења.

## Почетак такмичења
Прва утакмица новооснованог такмичења одиграна је 22. августа 2015. године између СКЧФ Севастопол и ТСК Таврија. Очекује се да се првенство заврши у мају 2016. године. За сада УЕФА не предвиђа учествовање кримских клубова у европским фудбалским такмичењима, али планира да размотри своји одлуку након две године. Паралелно са Премиер лигом, креће и Прва дивизија, нижи ранг у којем учествују аматерски клубови (преостали клубови учесници иницијалног такмичења).

### Учесници
- Таврија Симферопољ
- ФК Севастопољ
- Рубин Јалта
- ФК Бакхчисараy
- ФК Јевпаторија
- Кафа Теодосиус
- Океан Керч
- Титан Армианск

### Формат такмичења
Лигу чини осам клубова и утакмице се играју четверокружно, односно одиграће се 28 кола. Лига се игра од августа до маја. Победник првенства и званичан првак лиге је клуб који освоји највише бодова по завршетку такмичења. Последњепласирани клуб испада у нижи ранг, док његово место у наредној сезони заузима освајач Прве дивизије уколико задовољи захтеве професионалне лиге.